# Élé Asu
Pour les articles homonymes, voir Asu.
Élé Asu, née le 19 juillet 1977 à Calabar (Nigeria), est une journaliste française de télévision. 
Entre 2006 et 2012, elle présente les journaux dans La Matinale de Canal+. Par la suite, elle présente Réussite, le magazine de l’économie africaine sur Canal+ Afrique.

## Biographie
Diplômée de l’Institut d'études politiques de Strasbourg, elle travaille quelque temps pour le ministère français de la Culture, avant de se tourner vers le journalisme.
Elle commence sa carrière à la télévision sur la chaîne Direct 8, en co-présentant l’émission quotidienne pour enfants Les Z’Octopuces[réf. souhaitée], avant de rejoindre  Direct Matin aux côtés de Mikaël Guedj.
En septembre 2006, Élé Asu rejoint Canal+ pour remplacer Stéphanie Renouvin à la présentation des journaux de La Matinale jusqu’en juin 2012.
En septembre 2012, elle revient sur l’antenne de D8, chaîne rachetée par le groupe Canal+. Elle présentera le journal de la mi-journée, puis du week-end jusqu'à juin 2016.  
À partir de janvier 2014, elle présente Réussite le magazine de l’économie africaine sur Canal+ Afrique.
De septembre 2016 à Mars 2017, elle est chroniqueuse sur la dernière saison du Grand Journal sur Canal+.
En décembre 2017, elle quitte le groupe Canal + pour occuper le poste de directrice de la communication du groupe CFAO. Elle est remplacée à ce poste fin 2019
Depuis 2019, elle est membre honorifique de Friends of Nigeria.

## Distinctions
En 2007, Élé Asu a reçu le prix de la meilleure Jeune journaliste de télévision lors de la cérémonie des Jeunes talents.